# Markus Münch
Markus Aarmin Münch (født 7. september 1972 i Nußloch, Vesttyskland) er en tysk tidligere fodboldspiller (venstre back/kant). 
Münch spillede størstedelen af sin karriere i hjemlandet, hvor han blandt andet af to omgange repræsenterede FC Bayern München. Han var med til at vinde to tyske mesterskaber med klubben. Han var dog på intet tidspunkt fast mand i klubben, og forlod den ved udgangen af sæsonen 1997-98. Senere i sin karriere spillede han både i Italien, Tyrkiet og Grækenland.

## Titler
Bundesligaen
- 1994 og 1997 med Bayern München

DFL-Ligapokal
- 1997 med Bayern München

Græsk mesterskab
- 2004 med Panathinaikos

Græsk pokal
- 2004 med Panathinaikos